# Урбан (бронепоезд)
«Урбан» (словац. Hurban) — бронепоезд, использовавшийся словацкими повстанцами в ходе национального восстания против фашистского режима в период Второй мировой войны.
Бронепоезд не сохранился. Его реплика, установленная на станции города Зволен, была построена в начале 1970-х годов для съёмок фильма «День, который не умрёт».

## История строительства

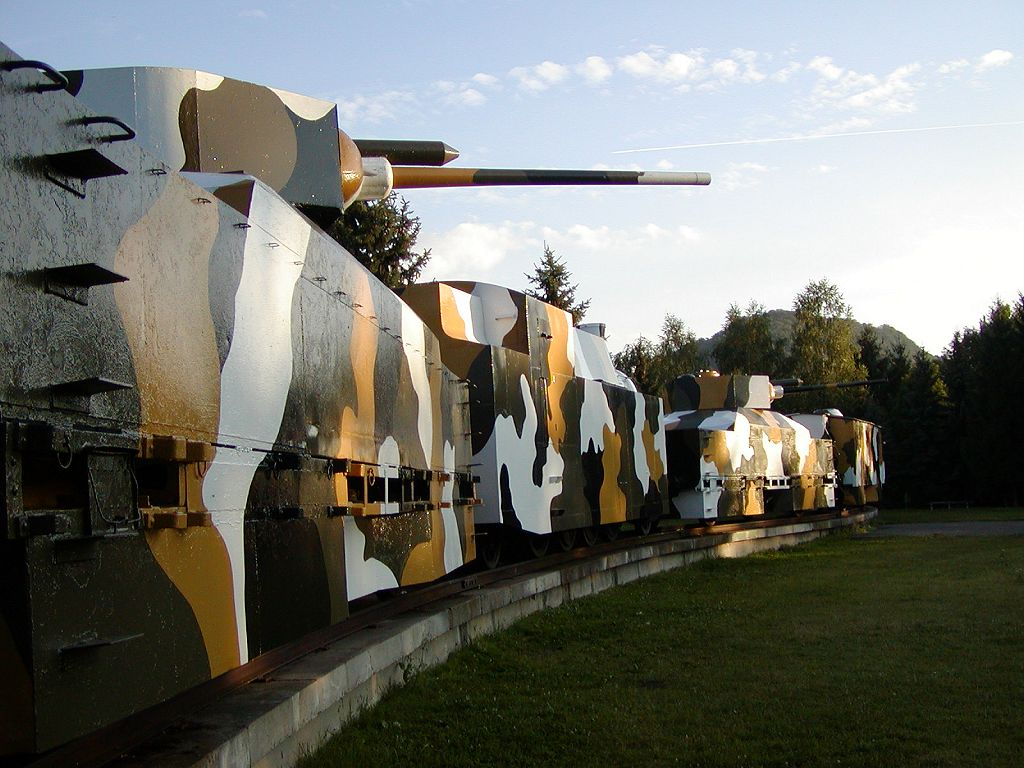
Реплика словацкого бронепоезда «Урбан», построенного 25 сентября 1944 года. Последний бронепоезд словацкой армии времени Словацкого национального восстания. Вооружение: 2 76,5-мм орудия 8 cm vz.17 (образца 1917 года) на пушечных лафетах, 4 37-мм пушки Škoda vz.34 UV в башнях танков LT vz.35, 11 7,92-мм тяжелых пулемётов

Бронепоезд был построен рабочими железнодорожного завода в городе Зволене в октябре 1944 года. Один из трёх бронепоездов словацких повстанцев. Обкатку проходил на железнодорожной линии Зволен — Крупина. Командиром бронепоезда был назначен капитан Мартин Дюриш-Рубанский, заместителем — лейтенант Доминик Мьяртуш. Экипаж бронепоезда составлял 75 человек.

## Боевой путь

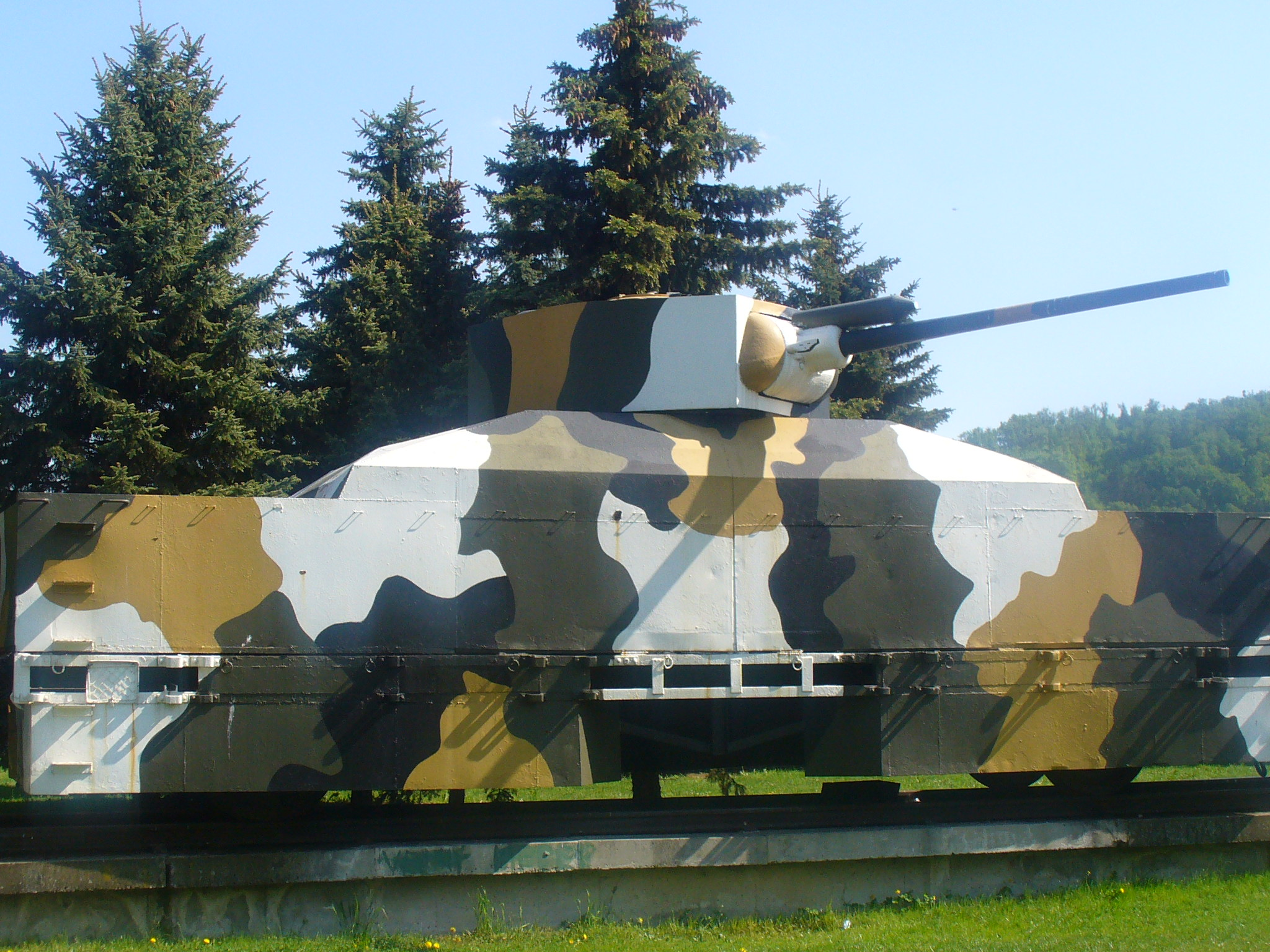
Один из броневагонов

Первое участие в боевых действиях бронепоезд принял на железнодорожной линии Хронска-Дубрава — Светы Криж-над-Гроном. 4 октября подразделение было развёрнуто у деревни Чремошне. Участвовал в сдерживании немецкого наступления, но был сильно повреждён. После ремонта патрулировал дорогу Банска-Бистрица — Дивьяки. 23-24 октября поезд участвовал в сдерживании немецкого наступления в районе Горегрони. Бронепоезд получил сильные повреждения, и был укрыт в железнодорожном туннеле Чремошне. Экипаж бронепоезда вместе с бойцами повстанцев перешли к партизанской войне.